# Подбельскиаллее
«Подбельскиаллее» (нем. Podbielskiallee) — станция Берлинского метрополитена. Расположена на линии U3, между станциями «Брайтенбахплац» (нем. Breitenbachplatz) и «Далем-дорф» (нем. Dahlem-Dorf).

## История
Станция открыта 12 октября 1913 года в составе участка «Хоэнцоллернплац» — «Тильплац» и расположена в районе Берлина Штеглиц-Целендорф. Станция, как и прилежащая улица, названа в честь генерала Виктора фон Подбельского, государственного министра и секретаря имперского почтового ведомства. В непосредственной близости от станции с 1924 года находился государственный архив. Во время Второй мировой войны станция значительно пострадала. Платформа после войны была расширена.

## Архитектура и оформление
Станция представляет собой наземную платформу, наполовину закрытую навесом, спроектирована архитектором Генрихом Швайцером. Единственный вход на станцию расположен в восточном торце платформы. Непосредственно к востоку от станции расположены порталы туннелей линии U3, далее в центр города она продолжается под землёй. Наземный вестибюль станции одноэтажный, выполнен в стиле средневекового замка, фронтон украшен зубцами. Первоначально здание было светло-жёлтым, в настоящее время имеет светло-коричневый цвет. Вход в вестибюль украшен гербом Адольфа Зоммерфельда, одного из руководителей и «патронов» строительства метрополитена в Берлине. В окне вестибюля расположен витраж. На станции сохранились две деревянных скамьи.